# James Coolidge Carter

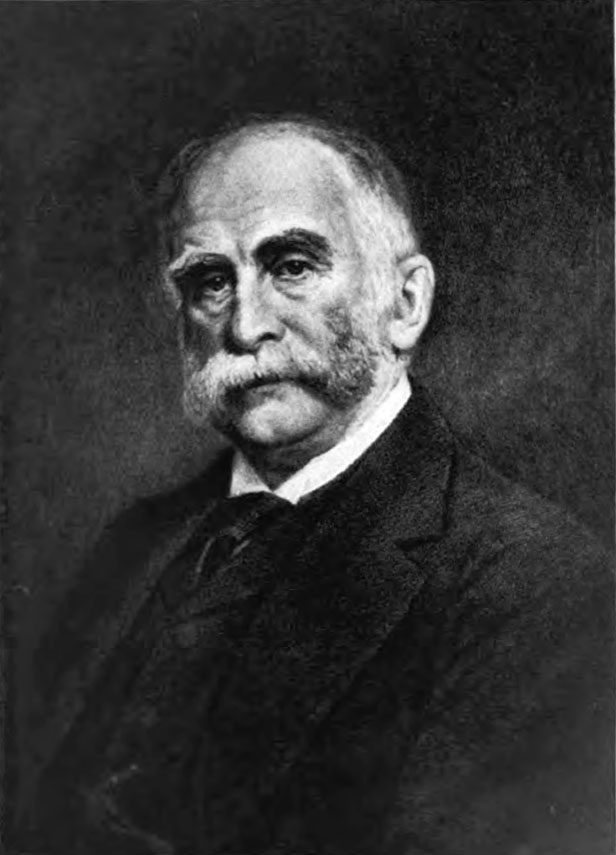
James Coolidge Carter

James Coolidge Carter (* 14. Oktober 1827 in Lancaster, Massachusetts; † 14. Februar 1905 in New York) war ein US-amerikanischer Rechtsanwalt. Er galt als einer der führenden Anwälte New Yorks seiner Zeit.
Carter erwarb 1850 einen ersten Studienabschluss an der Harvard University, 1853 schloss er die dortige Law School ab und begann noch im selben Jahr seine Tätigkeit als Rechtsanwalt in New York.
James C. Carter vertrat die Stadt New York ab 1874 im Prozess gegen den korrupten Politiker William Tweed. Sein Gegenüber in diesem Prozess war David Dudley Field, dessen Bestrebungen zur Kodifikation des Rechts Carter in den folgenden Jahren bekämpfte. 1875 gehörte Carter zu einer von Gouverneur Samuel J. Tilden eingesetzten Kommission zur Regelung der Kommunalverfassung der Städte des Bundesstaats New York. 1888 gehörte er zu der von Gouverneur David B. Hill eingesetzten Verfassungskommission des Staates. 1892 war Carter einer der Anwälte, die die Interessen der Vereinigten Staaten im Rechtsstreit um das Beringmeer vertraten (siehe Beringmeer#Geschichte). 1895 hielt er ein vielbeachtetes Plädoyer zugunsten der Verfassungskonformität der Einkommensteuer im Prozess Pollock v. Farmers’ Loan & Trust Co., das Urteil erging aber zugunsten der Gegenpartei.
Ab 1894 war Carter Gründungspräsident der National Municipal League (später National Civic League), einer Verbindung amerikanischer Städte. 1895 wurde er zum Mitglied der American Philosophical Society gewählt, 1896 zum Mitglied der American Academy of Arts and Sciences. Er war an Gründung der New Yorker Rechtsanwaltskammer (Association of the Bar of the City of New York) beteiligt und diente ab 1892 als erster Präsident des City Club of New York und 1894/1895 als Präsident der American Bar Association.
Carter blieb zeitlebens Junggeselle.

## Schriften (Auswahl)
- The Codification of our Common Law, 1883
- The Provinces of the Written and the Unwritten Law, 1889
- The Ideal and Actual Law, 1890
- Law: Its Origin, Growth and Function, 1907